# Boccia (sport)

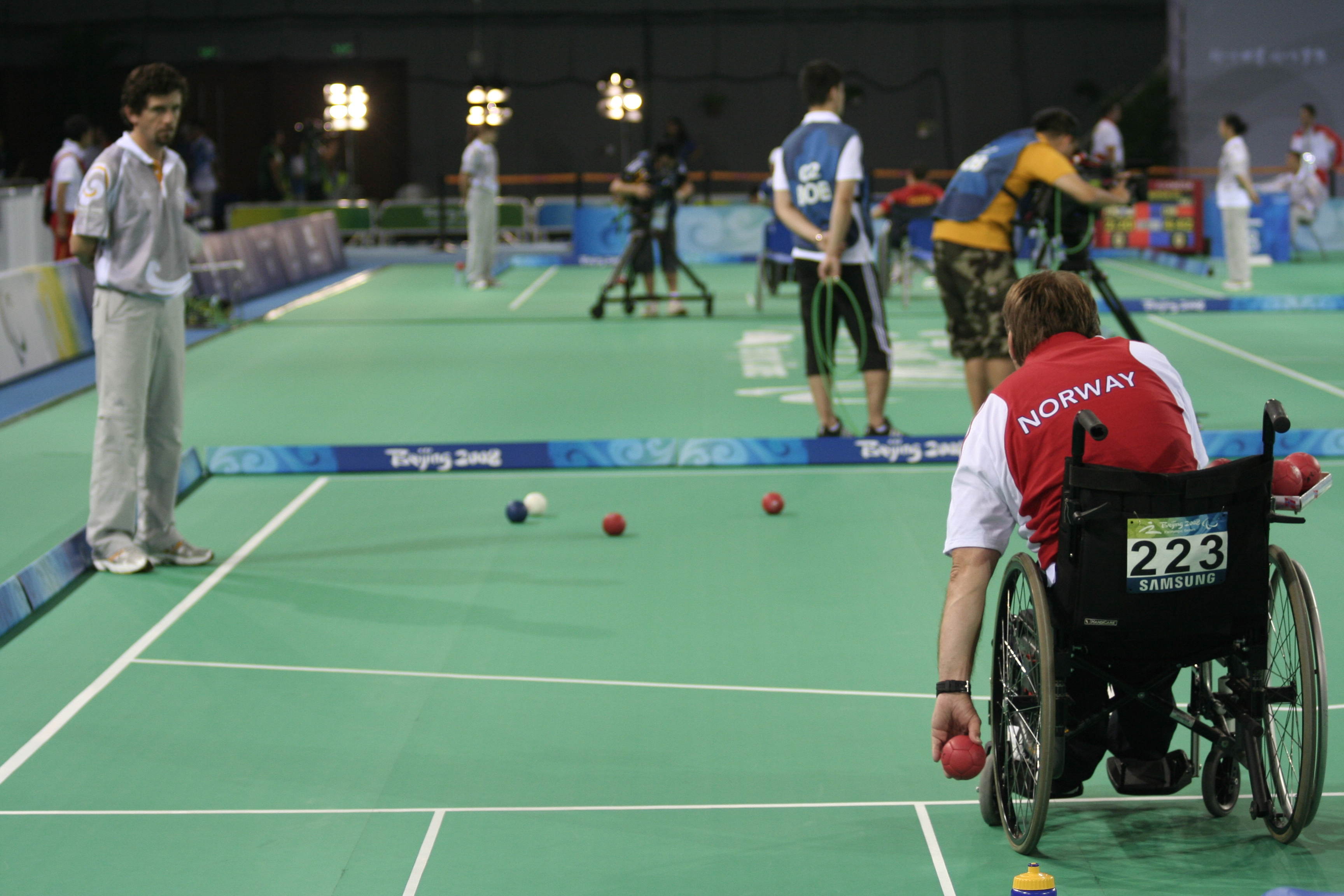
Boccia

Boccia is een bal- en werpsport die vergelijkbaar is met bowls en petanque. Boccia is geschikt voor sporters met een hersenverlamming of met zware motorieke beperkingen.

## Geschiedenis
Een vroege vorm van deze tak van sport stamt al van oude Griekse balspellen. Dit heeft zich later ontwikkeld tot onder andere petanque, Bowls, Bocce, jeu de boules en boccia.
In het laatste decennium heeft boccia zich ontwikkeld tot een sport voor mensen met een handicap en zelfs voor mensen met een zware lichamelijke handicap. Boccia werd in 1989 in Nederland geïntroduceerd.

## Regels
Boccia wordt individueel of in teams van zowel twee als drie spelers gespeeld. De bedoeling is om een leren bal zo dicht mogelijk bij de witte bal (het doel) te gooien. De bal kan met de hand of met de voet worden gegooid. Als de sporter een te zware beperking heeft, mag dit ook met een hulpmiddel. Er wordt gegooid met blauwe en rode ballen. De ondergrond is gewoonlijk hard.
Eerst gooit iemand van het ene team de witte bal; de witte bal is even groot als de andere ballen. Vervolgens probeert hij met zijn eigen bal zo dicht mogelijk bij die witte bal te komen. Het ene team heeft de blauwe ballen, het andere team de rode. Dan gooit iemand van het andere team en probeert zijn bal dichterbij te gooien. Het team gooit net zo lang tot het dichterbij ligt, of tot al zijn ballen op zijn. Dan is het andere team weer aan de beurt. Voor elke eigen bal die korter bij de witte bal ligt dan de kortste bal van de tegenstander krijg je een punt. Wie aan het eind van de wedstrijd het hoogst aantal punten heeft, wint. Bij individuele wedstrijden geldt dezelfde speelvolgorde.
Het aantal ballen en rondes per wedstrijd wisselt. De individuele wedstrijden bestaan uit vier rondes en ieder heeft zes ballen. Bij duo's zijn het vier ronden en drie ballen per teamlid (samen ook zes). Bij trio's zijn het zes rondes en twee ballen per speler (samen ook zes).

### Classificatie

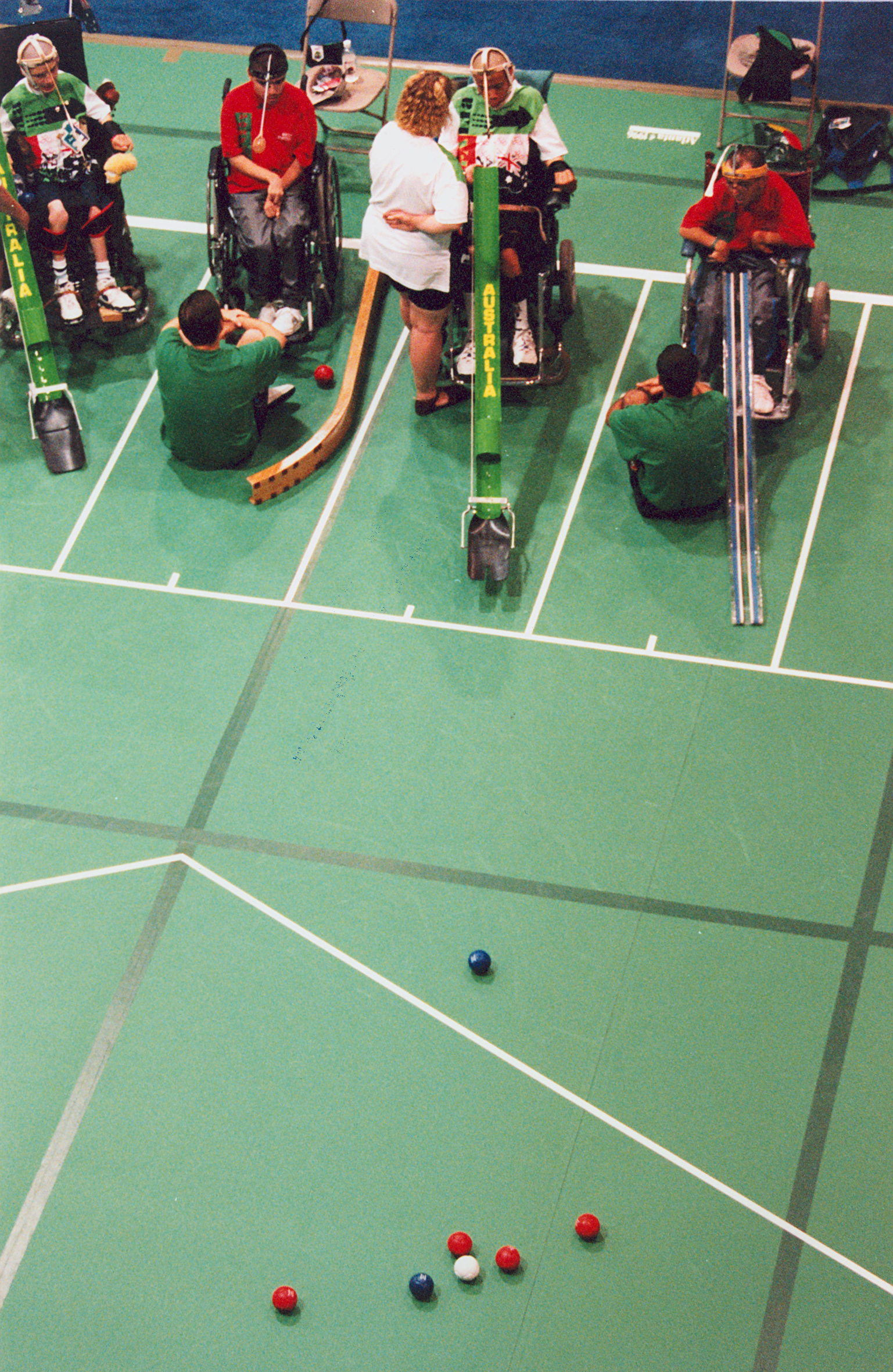
Boccia-klasse BC3

De sporters worden afhankelijk van hun mogelijkheden ingedeeld in een bepaalde categorie. Er zijn vier categorieën.
- BC1 - Spelers gooien de bal met de hand of met de voet. Zij mogen door een assistent worden geholpen bij het stabiliseren en aanpassen van de stoel. De assistent mag ook de bal aangeven.
- BC2 - Spelers gooien met de hand. Assistentie is niet toegestaan.
- BC3 - Spelers hebben een zware fysieke beperking. Ze mogen hulpmiddelen gebruiken zoals een helling om de bal te spelen. Een assistent mag helpen, maar die moet met de rug naar het speelveld staan en hun ogen van het spel houden.
- BC4 - Spelers hebben andere zware fysieke beperkingen. Assistentie is niet toegestaan.

In de categorieën BC1 en BC2 mogen alleen spelers uitkomen met een hersenverlamming en de officiële classificatie CP1 en CP2. In de categorie BC3 komen sporters met hersenverlamming (CP1 en CP2) uit en ook sporters zonder hersenverlamming. BC4 is alleen toegankelijk voor sporters zonder hersenverlamming.

### Speelveld
Het speelveld is 12,5 x 6 meter en heeft een harde, egale vloer. Bij recreatieve wedstrijden en trainingen kan de breedte en diepte worden aangepast aan de groep of aan de individuele wensen.

### De ballen
Het spel wordt gespeeld met 13 kneedbare lederen ballen: waarvan 6 rode, 6 blauwe en één witte bal. Deze ballen moeten ongeveer 290 gram wegen en een doorsnede van 8,2 centimeter hebben.

## Doelgroep
Boccia is als sport erg geschikt voor sporters met ernstige lichamelijke beperkingen aan alle ledematen en voor sporters met spasmes zoals bij cerebrale parese.
Boccia wordt dan ook vooral gespeeld door sporters met cerebrale parese.